# Cimera del G7 de 2019
La Cimera del G7 de 2019 (45a edició) es va celebrar entre els dies 24 i 26 d'agost de 2019 a Biàrritz (Lapurdi, Nova Aquitània). El març de 2014, el G7 va declarar que actualment no era possible una discussió amb sentit ple amb Rússia en el context del G8. Des de llavors, les reunions han continuat dins del procés del G7. Tanmateix, segons un portaveu oficial, Donald Trump i Emmanuel Macron havien acordat que Rússia hauria de ser convidada a la Cimera del G7 de 2020.

## Comunicat final
Es van acordar cinc punts com a conclusió de la cimera, sobre els següents temes:
- Organització Mundial del Comerç
- Iran
- Líbia
- Intervenció militar russa a Ucraïna (2014–actualitat)
- Declaració conjunta sino-britànica i Protestes a Hong Kong de 2019 contra la llei d'extradició

## Roda de premsa final
En la roda de premsa final, Boris Johnson va dir que "no s'hauria de permetre mai que Iran aconseguís [desenvolupar] una arma nuclear". Mentre els poders europeus van intentar calmar l'Iran, Donald Trump va dir, en aparent referència a la retòrica combativa del govern iranià sobre la seva habilitat d'atacar els interessos dels EUA,
| «              | (anglès) They can't do what they were saying they were going to do because if they do that, they will be met with really very violent force. | (català) No poden fer el que estaven dient que anaven a fer perquè, si ho fan, es trobaran amb una força realment violenta. | » |
| — Donald Trump | | |   |

## Amfitrió
Es va escollir l'Hôtel du Palais a Biarritz, França, com a seu amfitriona de la cimera del G7.

## Dirigents assistents a la cimera
Els assistents a la 45a cimera del G7 inclouen els dirigents del set estats membre del G7, així com representants de la Unió Europea. El President de la Comissió Europea ha estat un participant permanentment benvingut a totes les reunions i les preses de decisions des de 1981, però no va assistir a aquesta edició a causa d'una intervenció quirúrgica. El President del Consell Europeu ha estat el co-representant de la UE des de la 36a cimera del G8 a Canadà el juny de 2010.
Aquesta va ser la primera cimera del G7 per al Primer ministre britànic Boris Johnson. També fou la darrera cimera per al Primer ministre italià Giuseppe Conte i per al President del Consell Europeu Donald Tusk.
El President de la República francesa, Emmanuel Macron, va convidar el Primer ministre d'Austràlia Scott Morrison, el President del Govern d'Espanya Pedro Sánchez i el Primer ministre de l'Índia Narendra Modi per assistir al sopar de líders de la cimera del G7 a Biarritz com a convidats especials.

### Dirigents participants
| Mebres del nucli del G7 L'amfitrió està mostrat en negreta |              |                            |                                    |
| Membre                                                     | Membre       | Representat per            | Càrrec                             |
| Canadà                                                     | Canadà       | Justin Trudeau             | Primer ministre                    |
| França                                                     | França       | Emmanuel Macron            | President                          |
| Alemanya                                                   | Alemanya     | Angela Merkel              | Canceller                          |
| Itàlia                                                     | Itàlia       | Giuseppe Conte             | Primer ministre (en funcions)      |
| Japó                                                       | Japó         | Shinzō Abe                 | Primer ministre                    |
| Regne Unit                                                 | Regne Unit   | Boris Johnson              | Primer ministre                    |
| Estats Units d'Amèrica                                     | Estats Units | Donald Trump               | President                          |
| Unió Europea                                               | Unió Europea | Donald Tusk                | President del Consell              |
| Països convidats                                           |              |                            |                                    |
| País                                                       | País         | Representat per            | Càrrec                             |
| Austràlia                                                  | Austràlia    | Scott Morrison             | Primer ministre                    |
| Burkina Faso                                               | Burkina Faso | Roch Marc Christian Kaboré | President                          |
| Xile                                                       | Xile         | Sebastián Piñera           | President                          |
| Egipte                                                     | Egipte       | Abdel Fattah el-Sisi       | President                          |
| Índia                                                      | India        | Narendra Modi              | Primer ministre                    |
| Ruanda                                                     | Rwanda       | Paul Kagame                | President                          |
| Senegal                                                    | Senegal      | Macky Sall                 | President                          |
| Sud-àfrica                                                 | Sud-àfrica   | Cyril Ramaphosa            | President                          |
| Espanya                                                    | Espanya      | Pedro Sánchez              | President del Govern (en funcions) |

## Galeria de dirigents participants

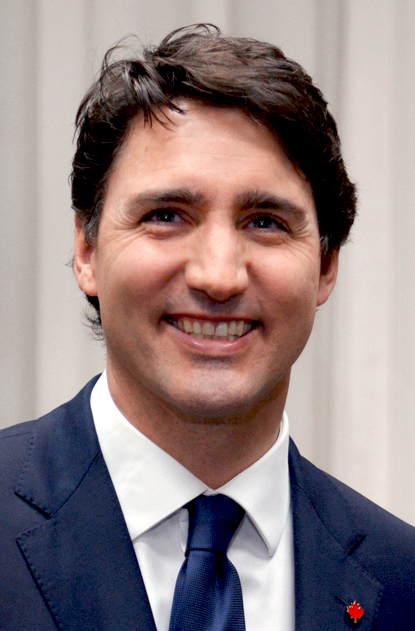
Canadà Justin Trudeau, Primer Ministre
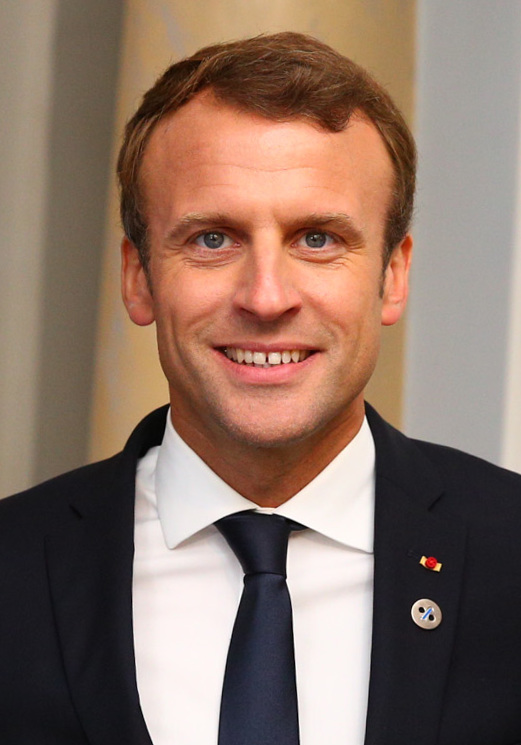
França Emmanuel Macron, President (amfitrió)
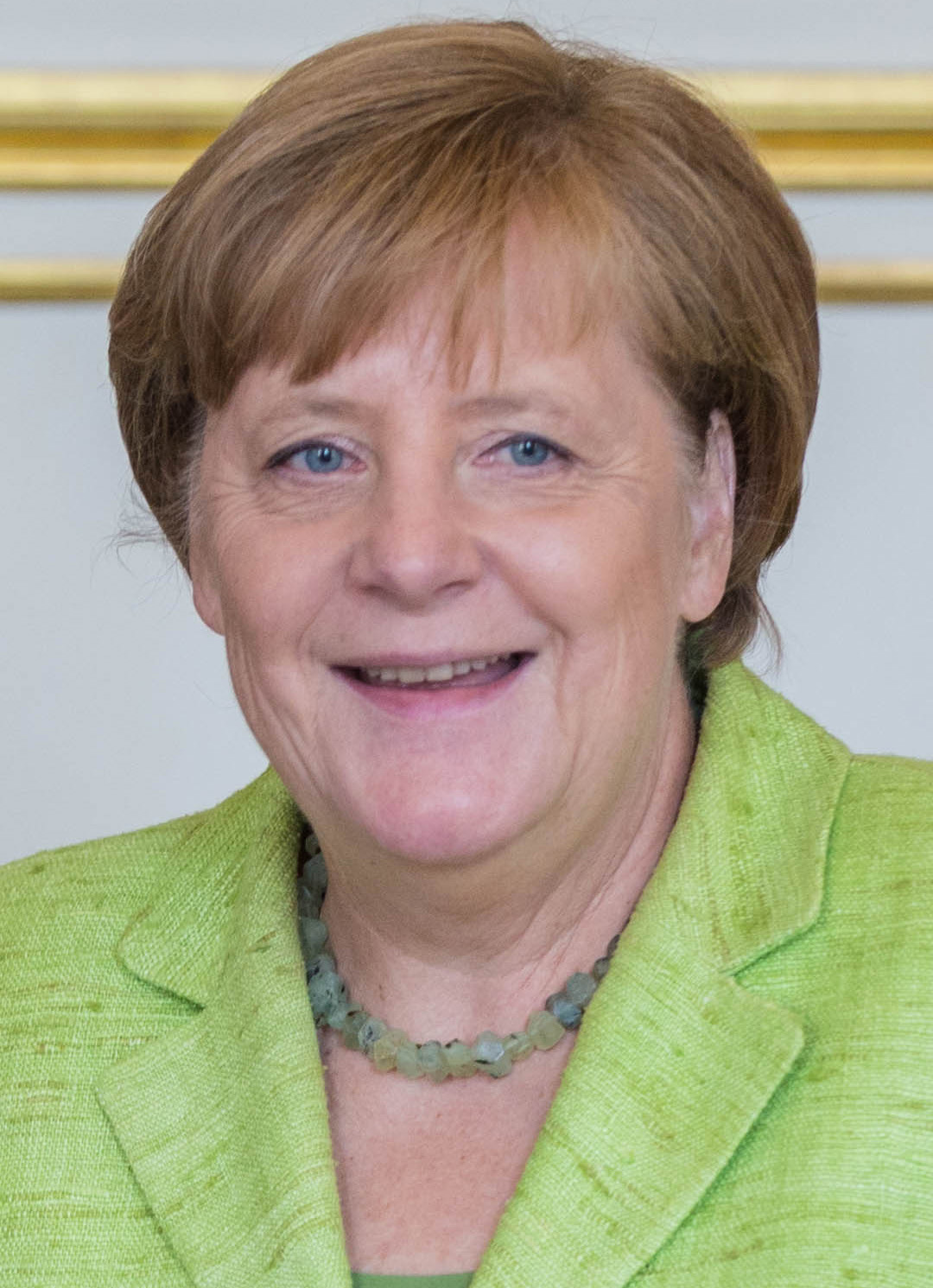
Alemanya Angela Merkel, Canceller
Japó Shinzō Abe, Primer Ministre
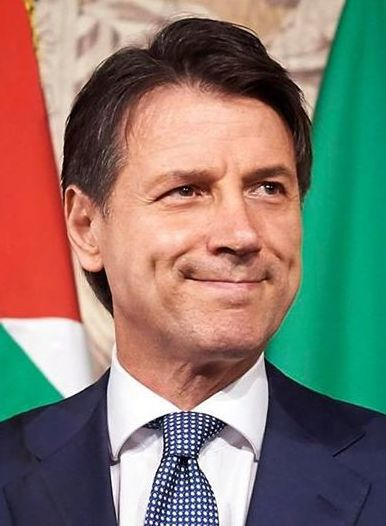
Itàlia Giuseppe Conte, Primer Ministre
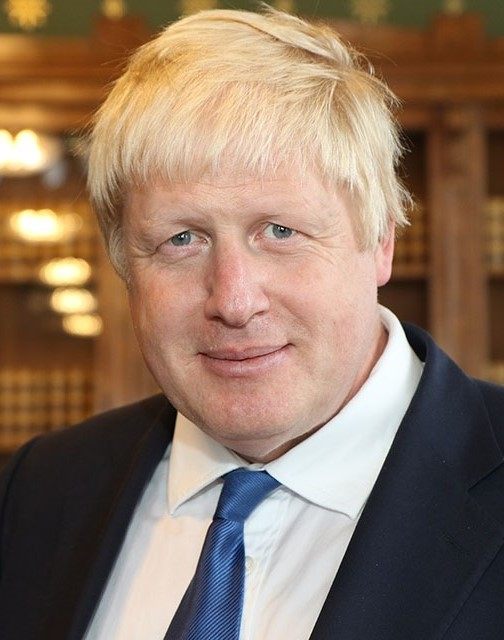
Regne Unit Boris Johnson, Primer Ministre
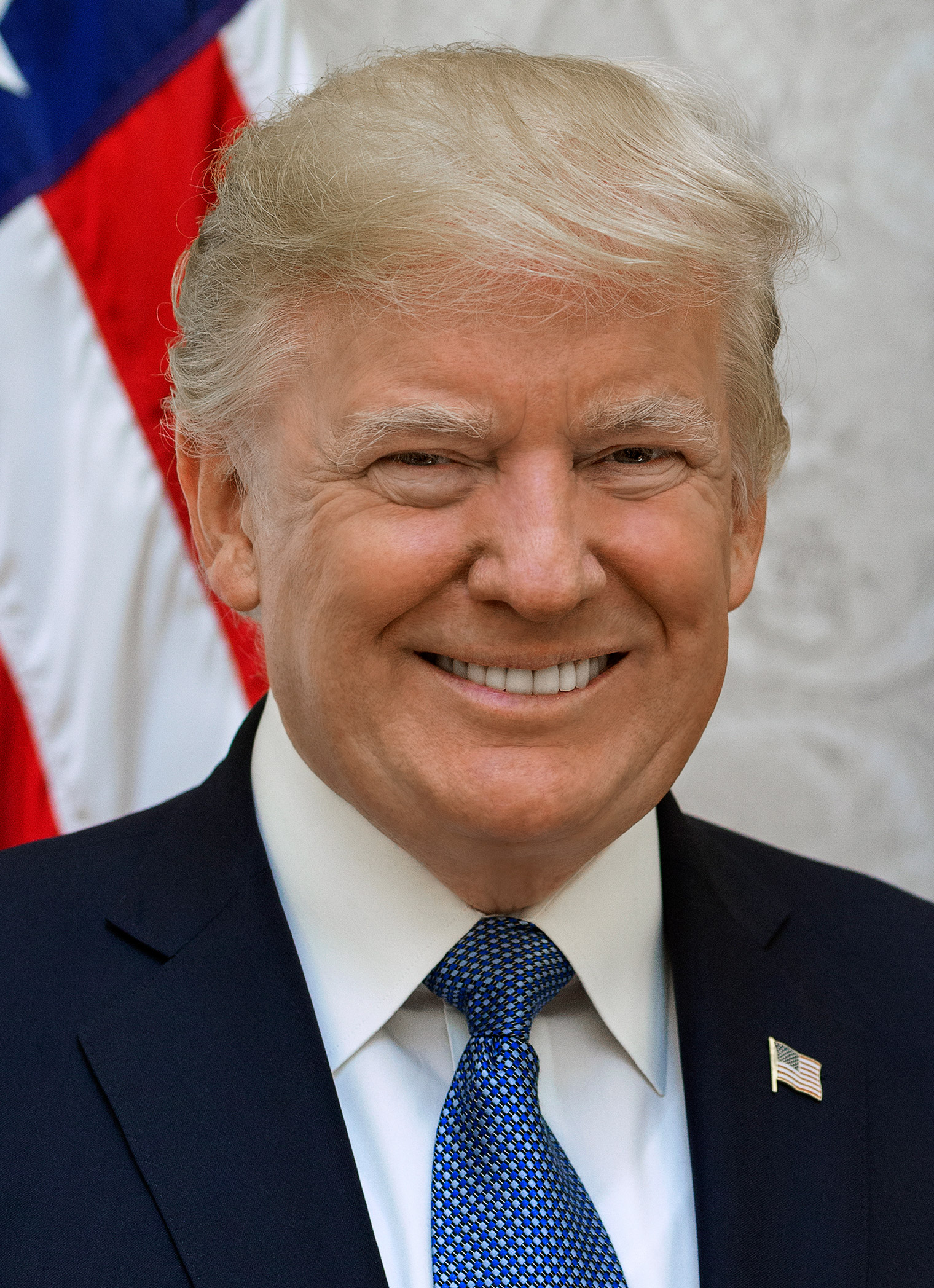
Estats Units d'Amèrica Donald Trump, President
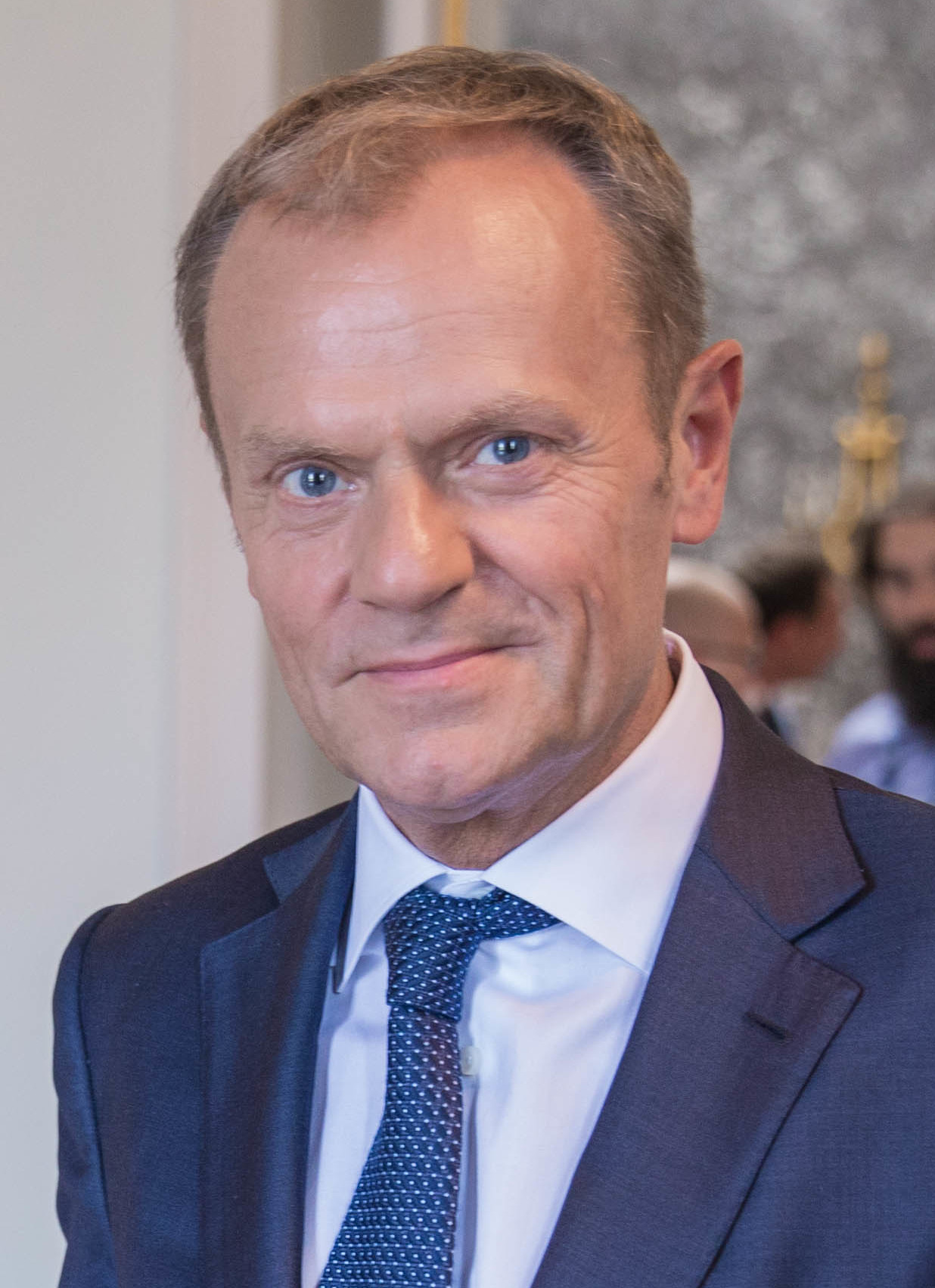
Unió Europea Donald Tusk, President del Consell

### Dirigents convidats

#### Presidents i caps de govern
Els dirigents següents van ser convidats a la sessió de cloenda de la cimera del G7.

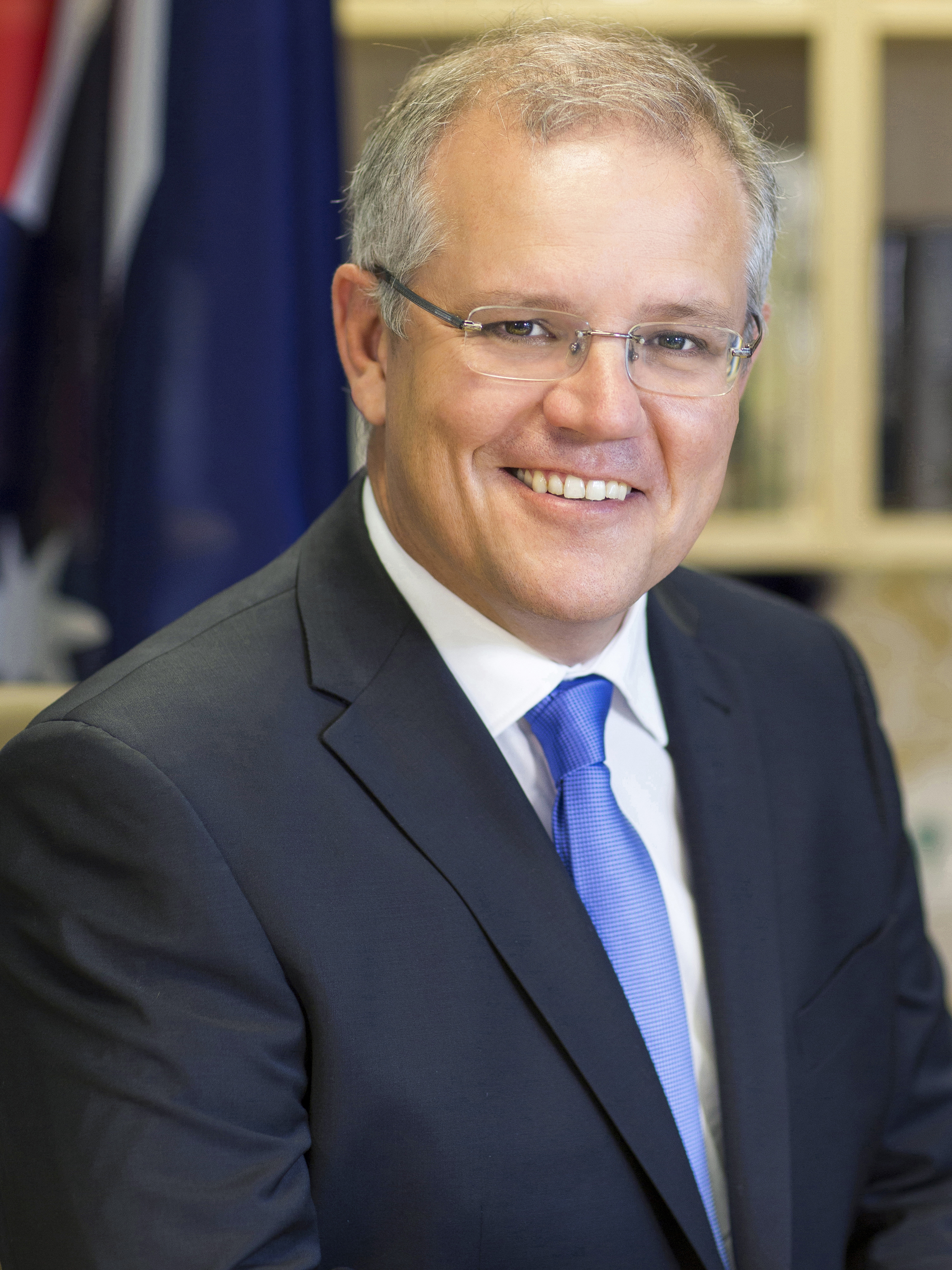
Austràlia Scott Morrison, Primer ministre
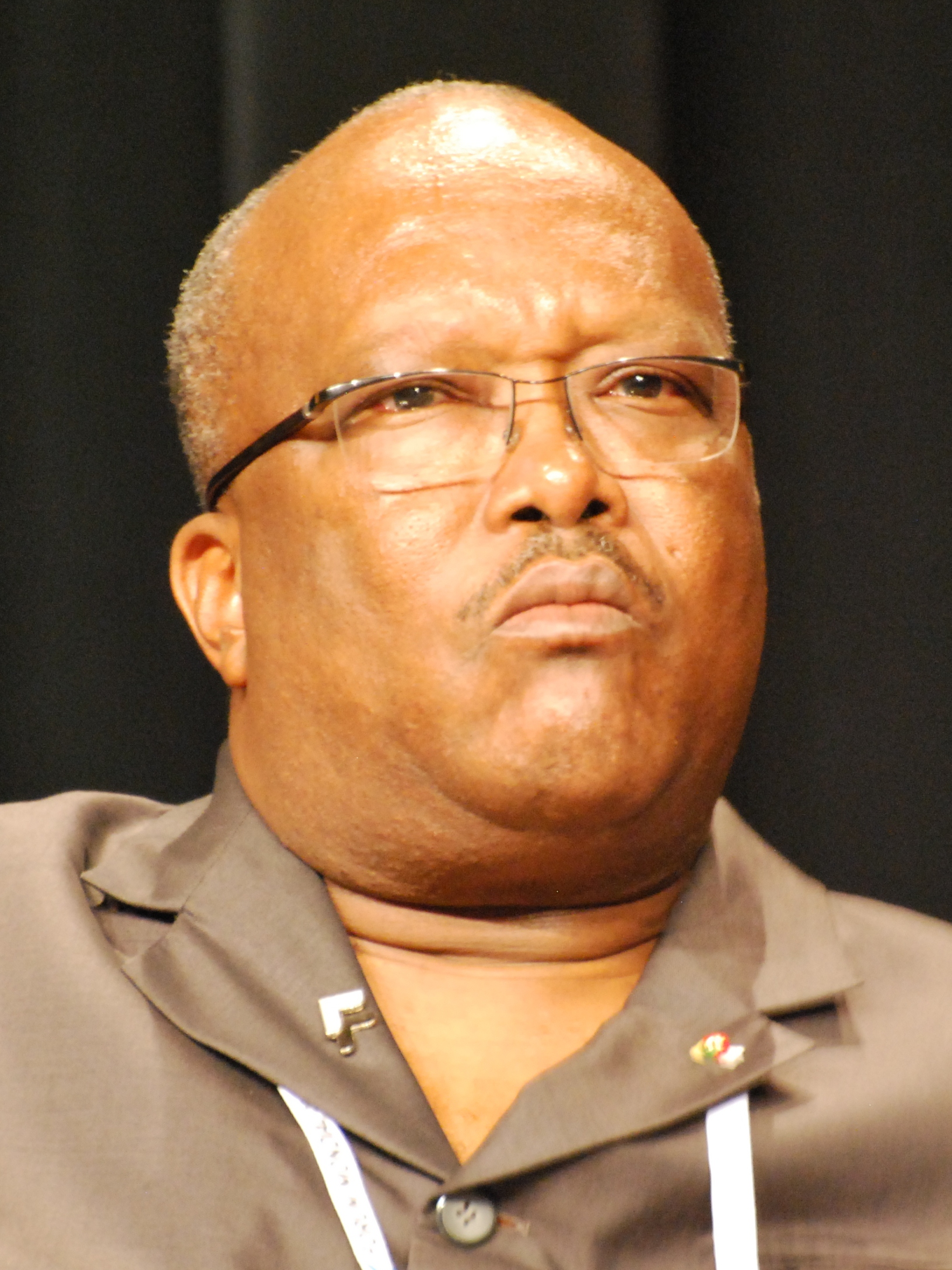
Burkina Faso Roch Marc Christian Kaboré, President
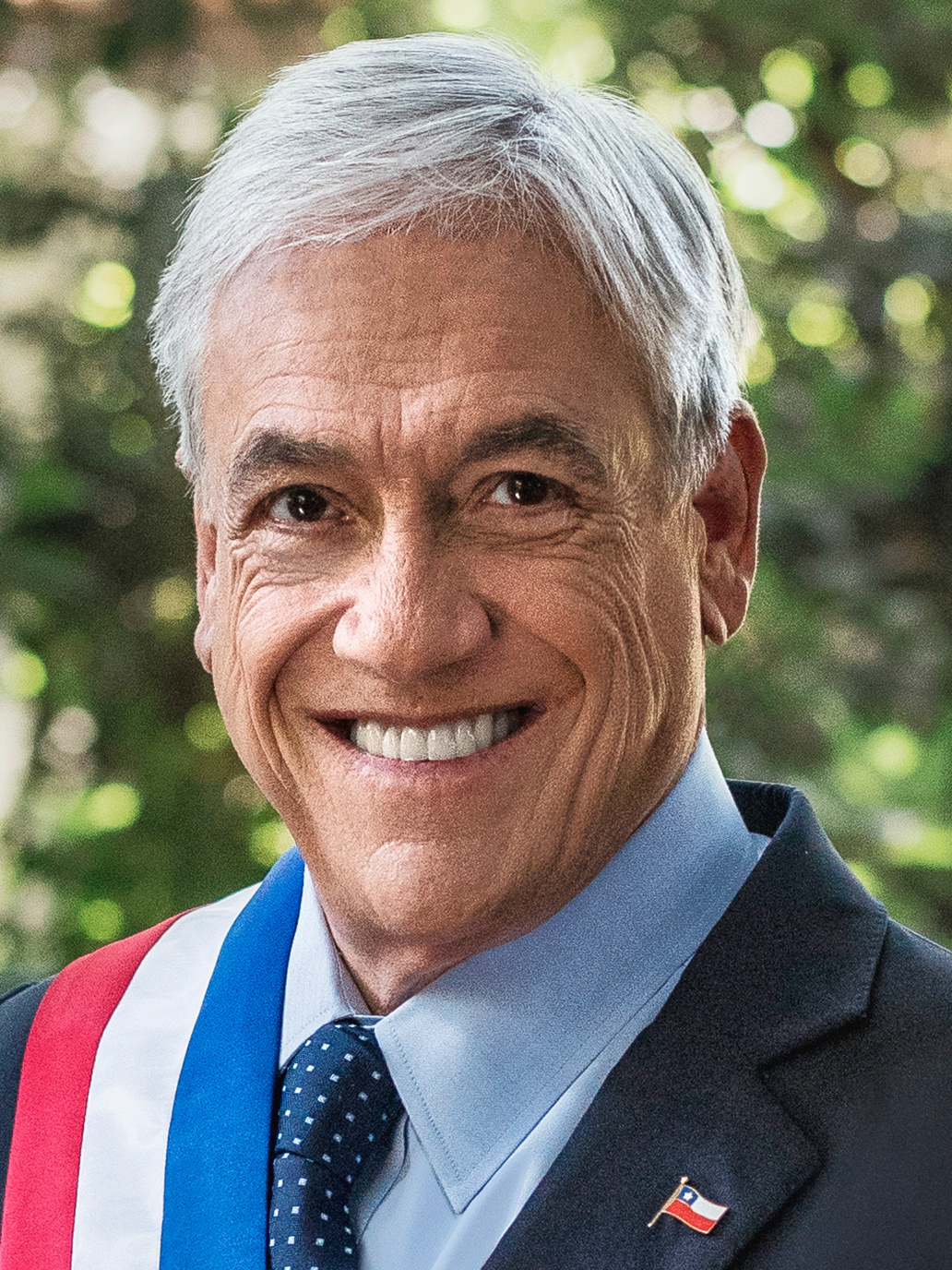
Xile Sebastián Piñera, President
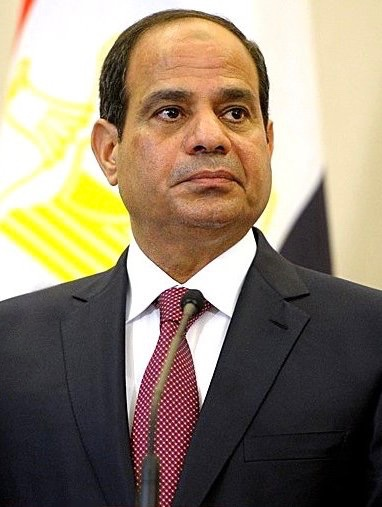
Egipte Abdel Fattah el-Sisi, President
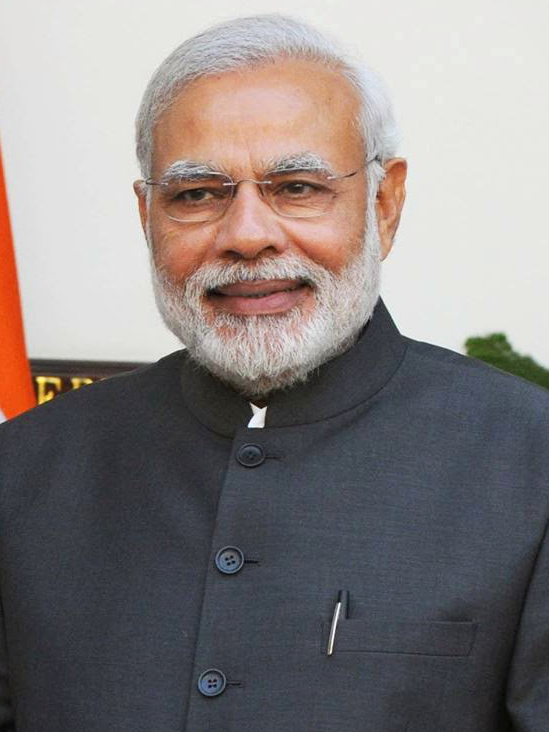
Índia Narendra Modi, Primer ministre
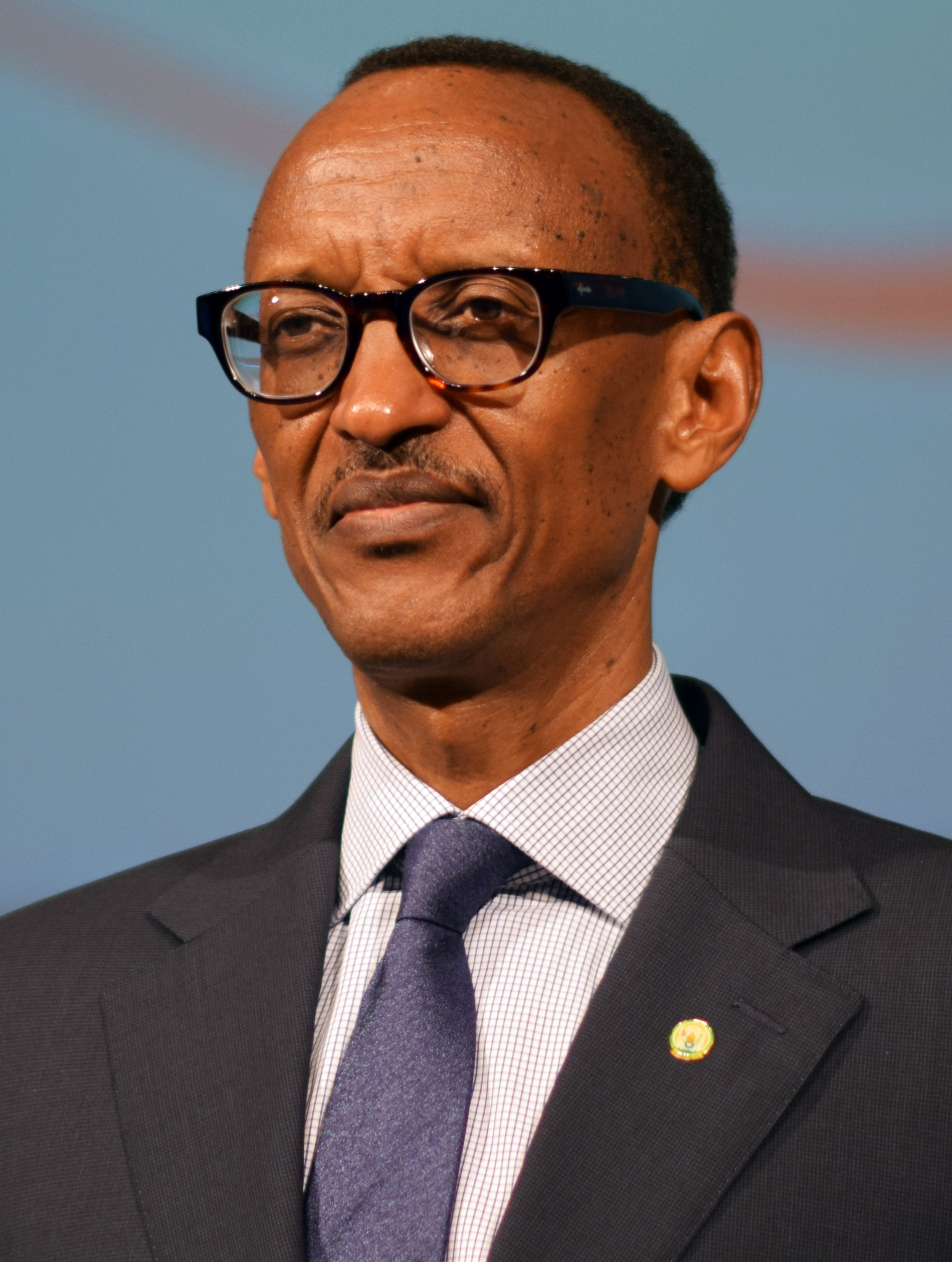
Ruanda Paul Kagame, President
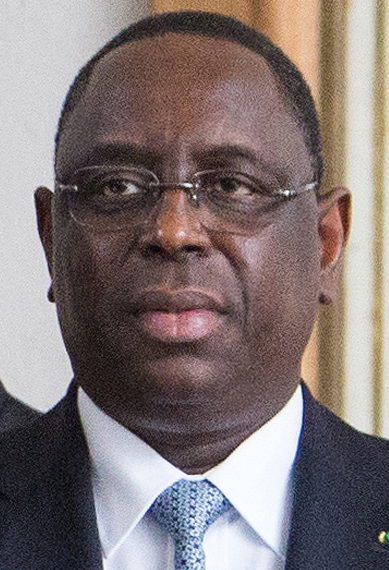
Senegal Macky Sall, President
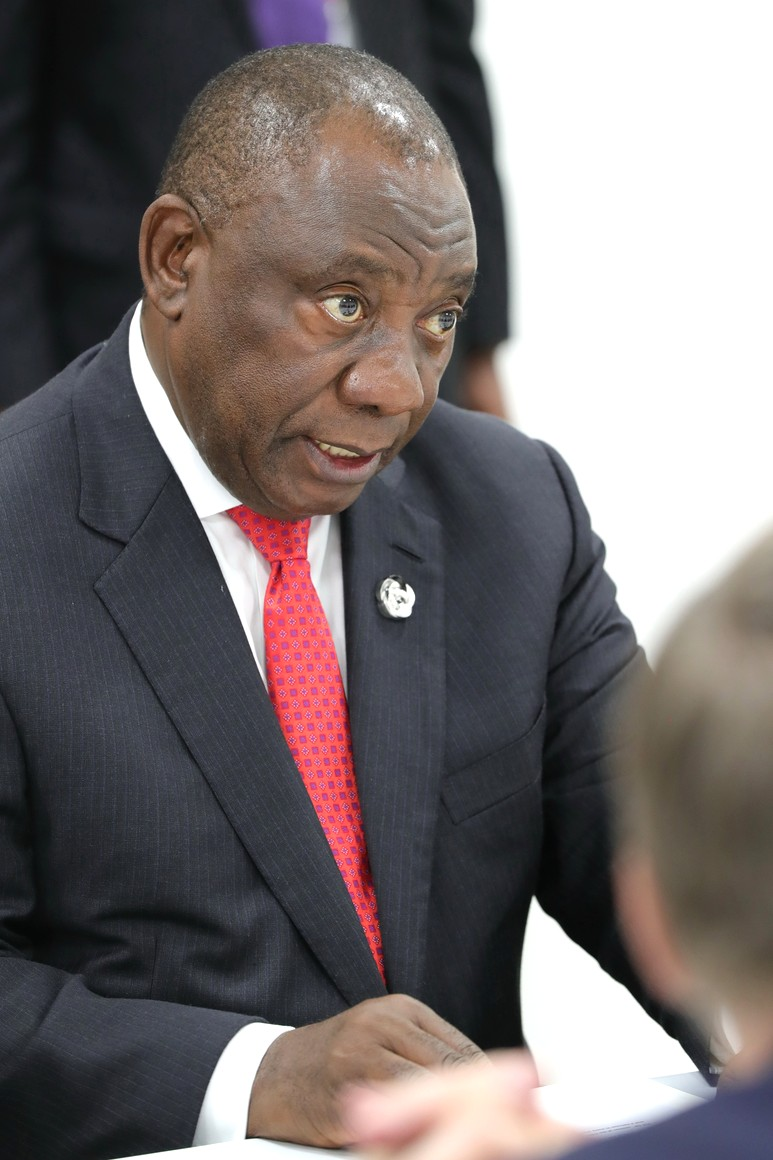
Sud-àfrica Cyril Ramaphosa, President
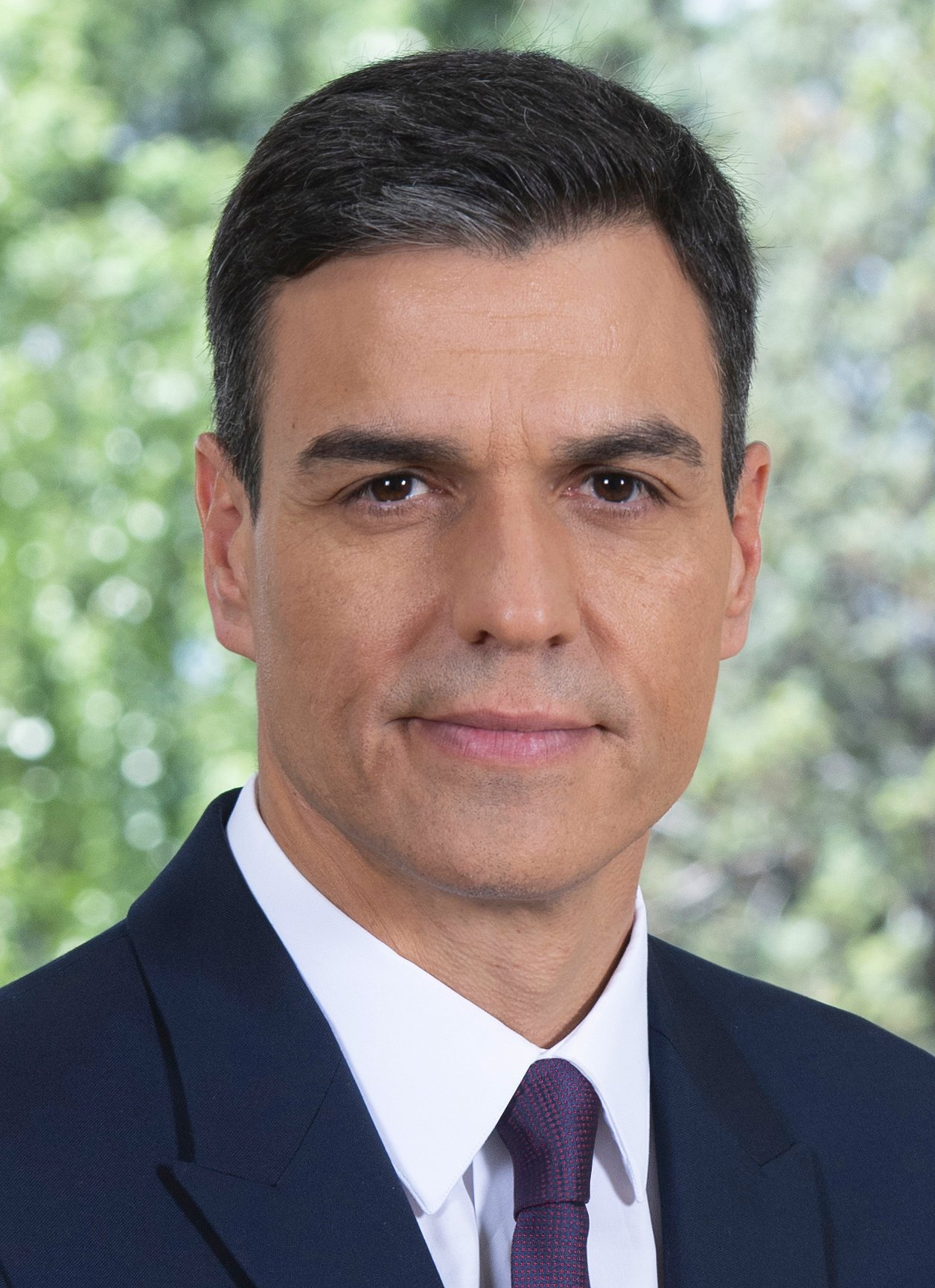
Espanya Pedro Sánchez, President del Govern

#### Organitzacions internacionals

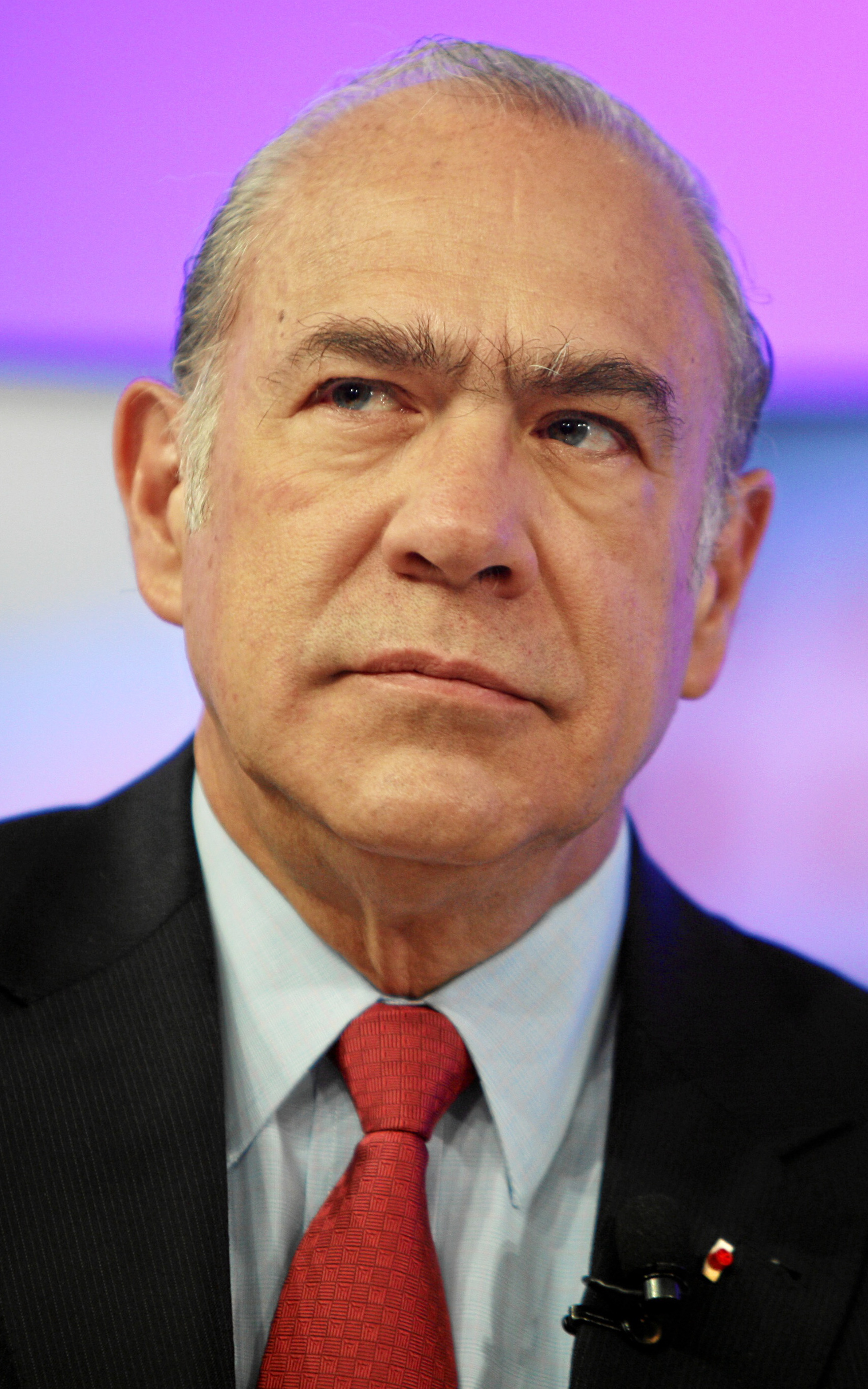
OCDE José Ángel Gurría, Secretari General
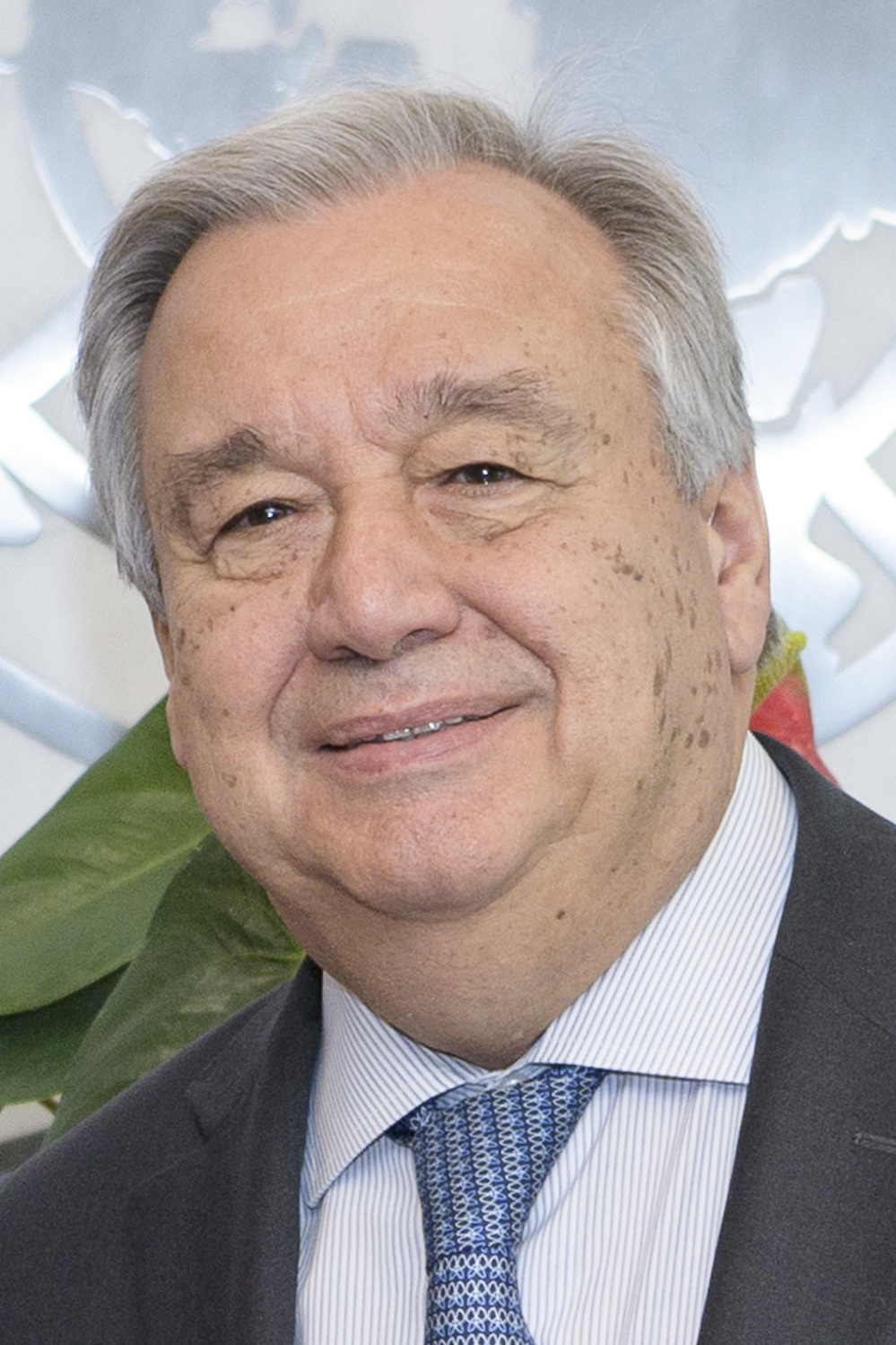
ONU António Guterres, Secretari General
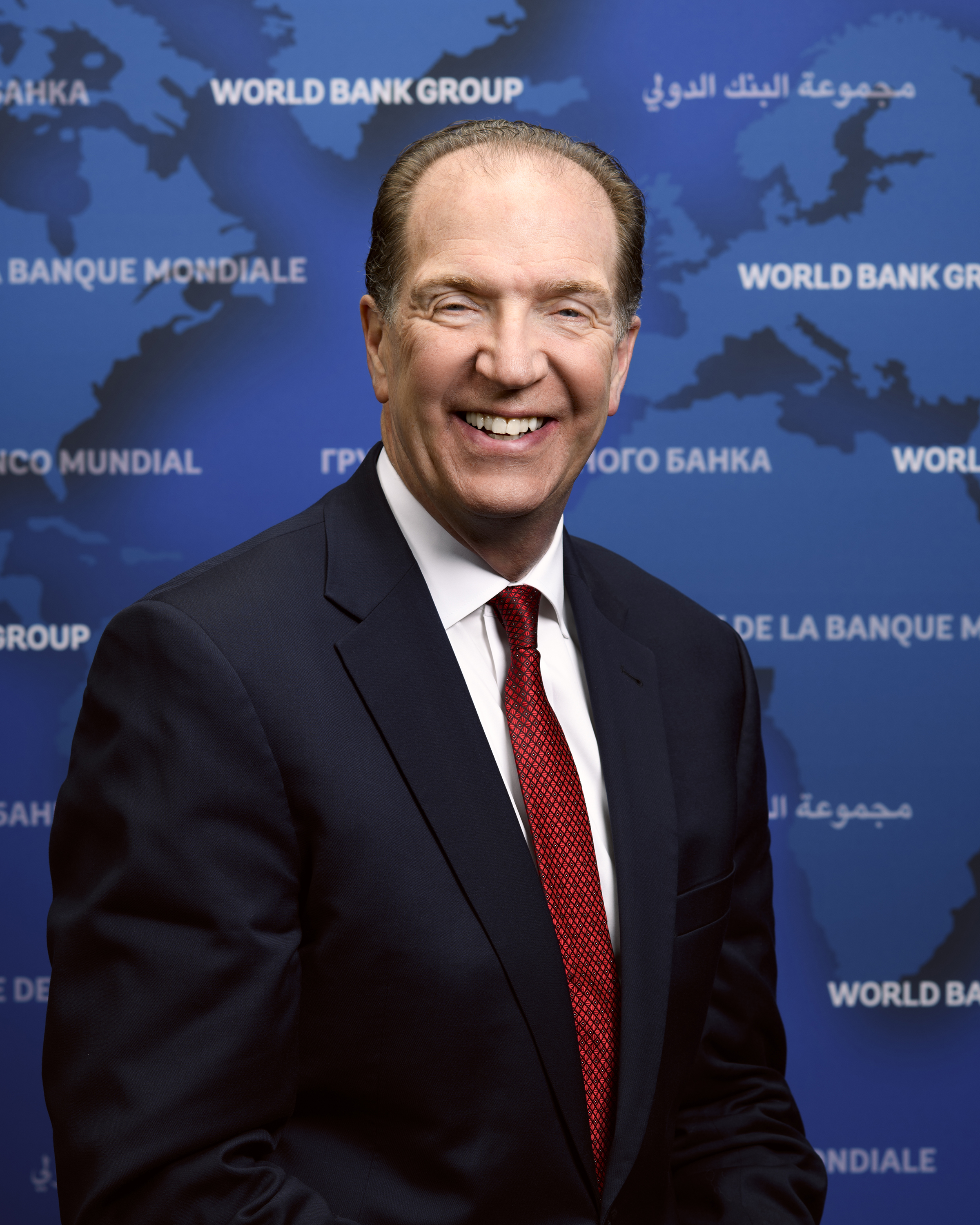
Grup del Banc Mundial David Malpass, President
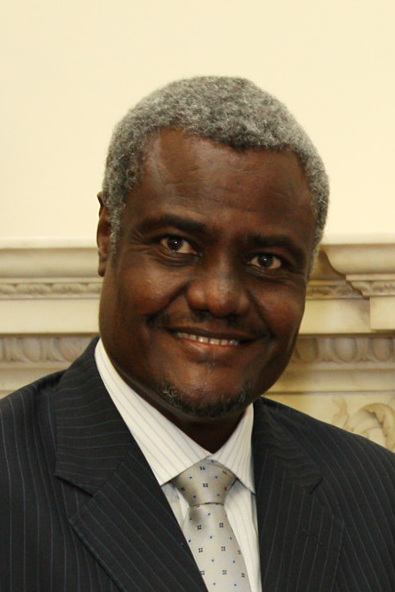
Comissió de la Unió Africana Moussa Faki, President
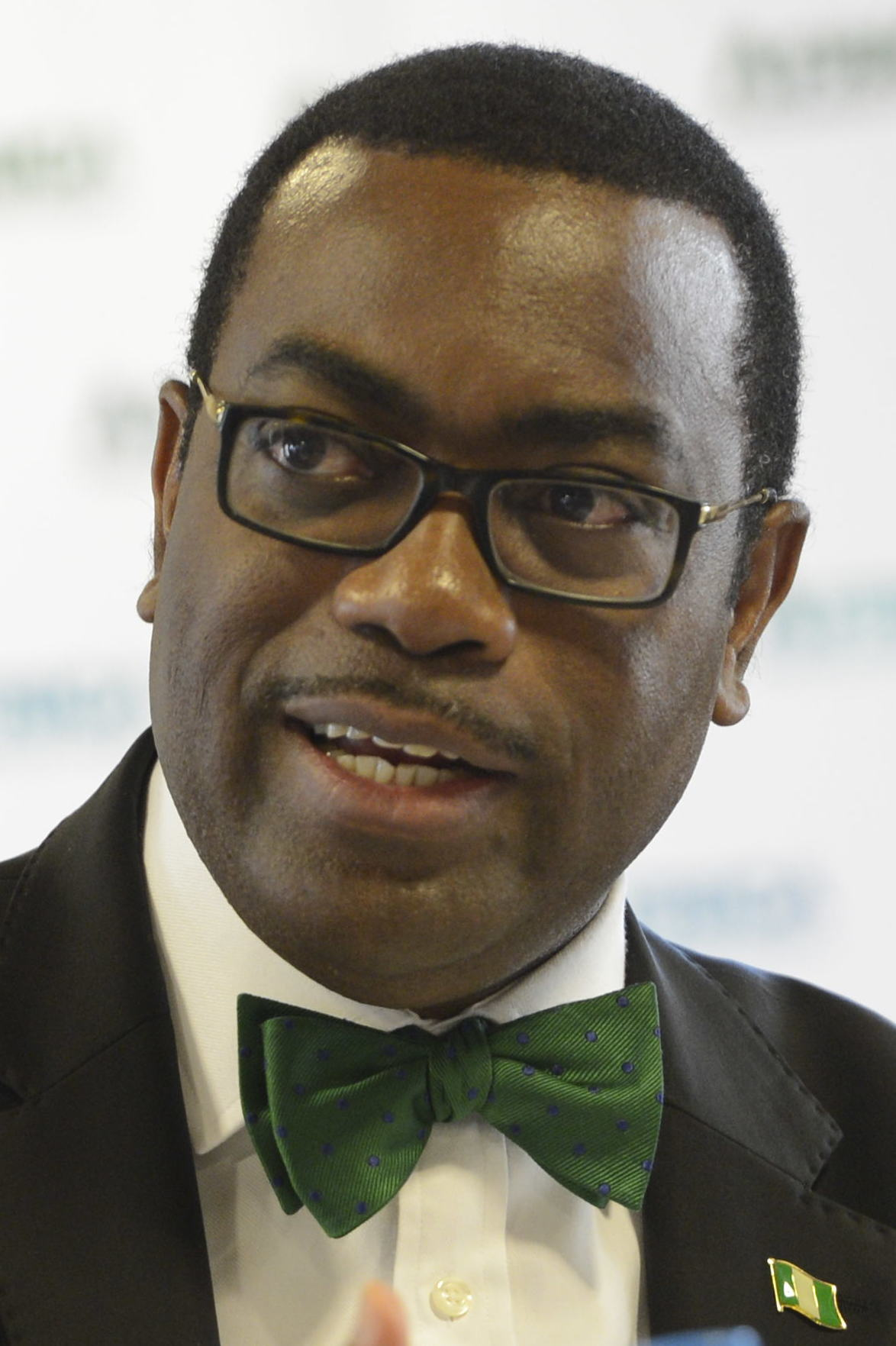
Banc Africà del Desenvolupament Akinwumi Adesina, President
Fons Monetari Internacional David Lipton, Director Gerent
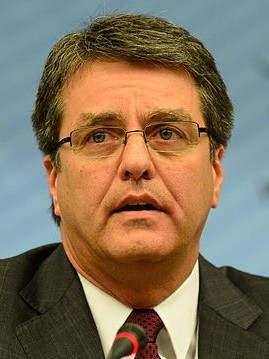
Organització Mundial del Comerç Roberto Azevêdo, Director General
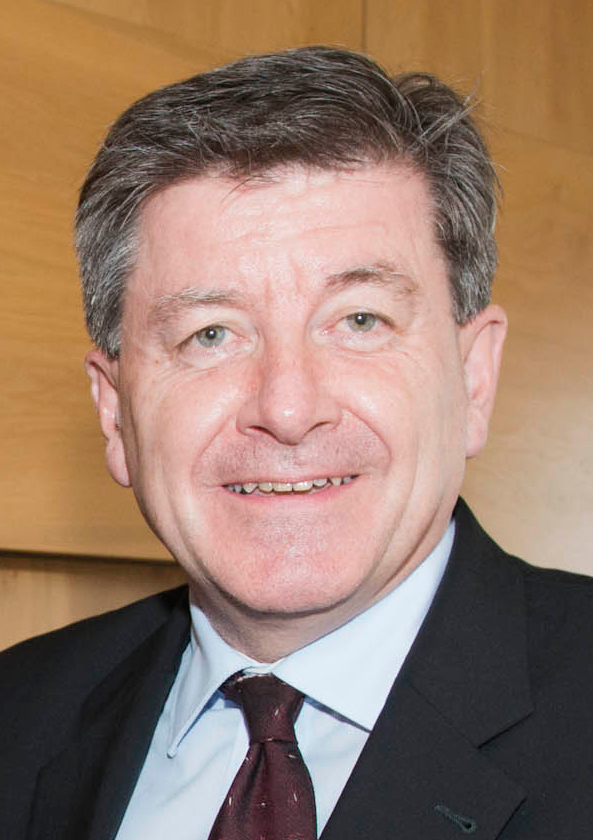
Organització Internacional del Treball Guy Ryder, Director General
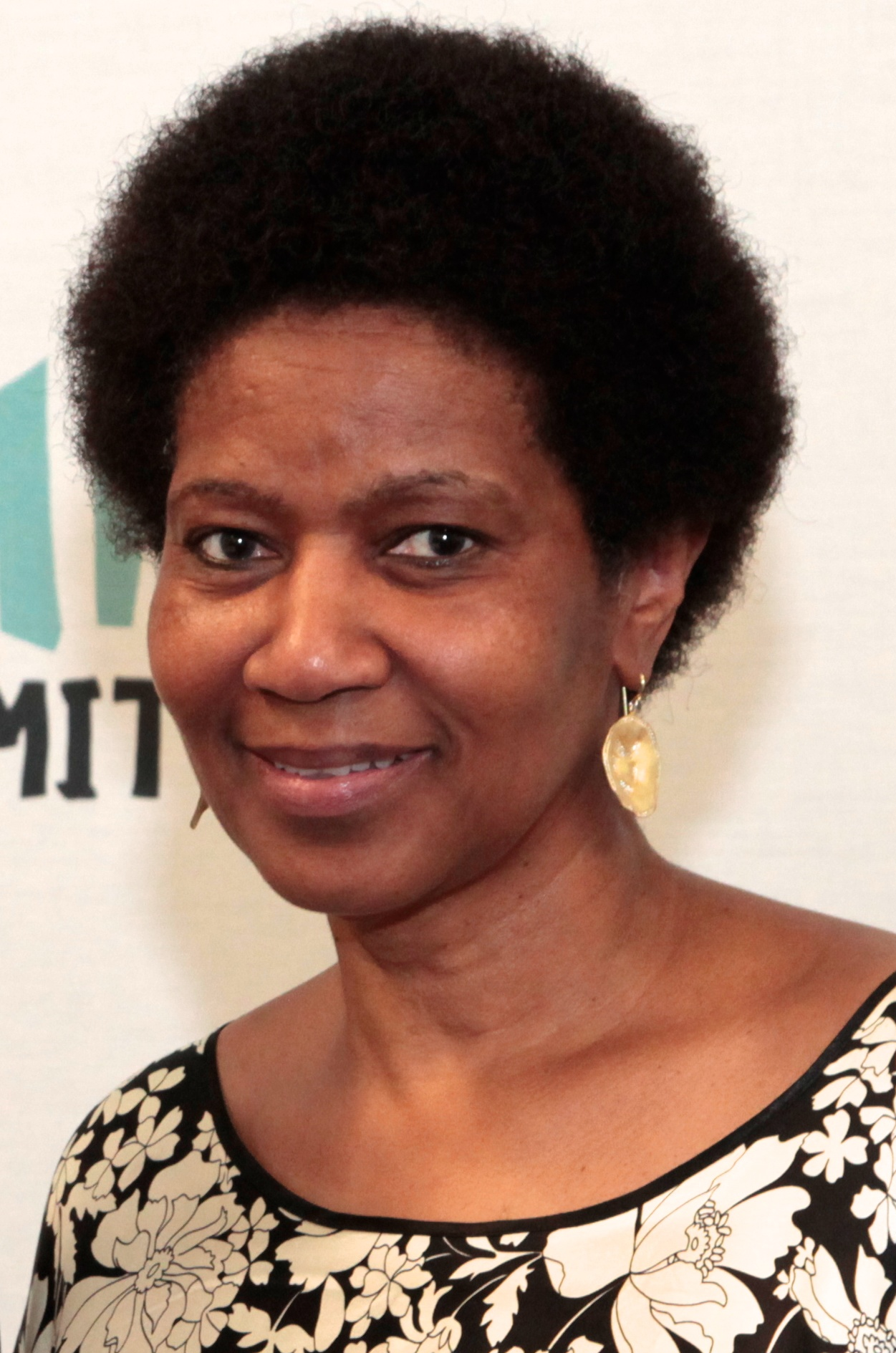
ONU Phumzile Mlambo-Ngcuka, Secretària General adjunta
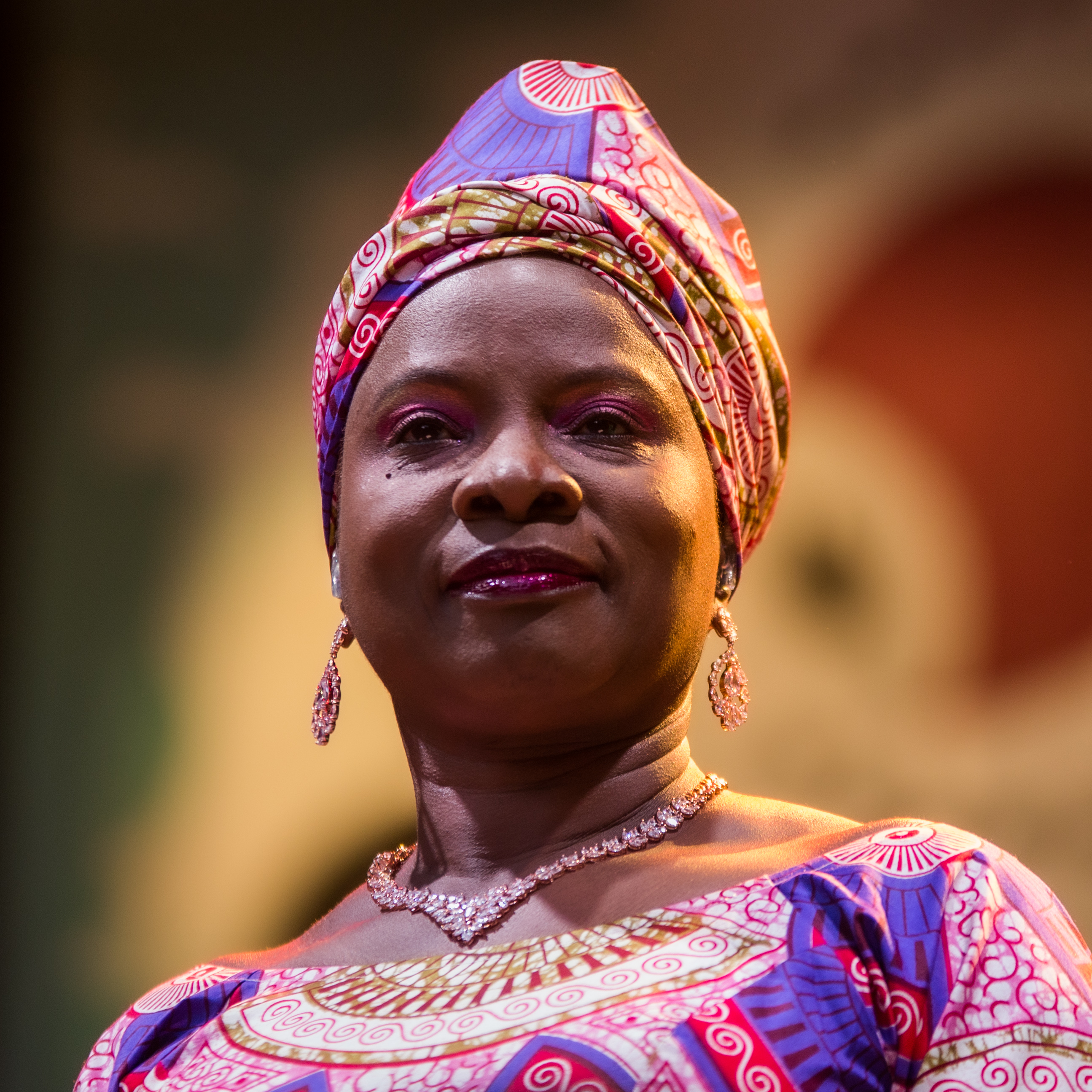
Angélique Kidjo, cantant i compositora beninesa

### Participació

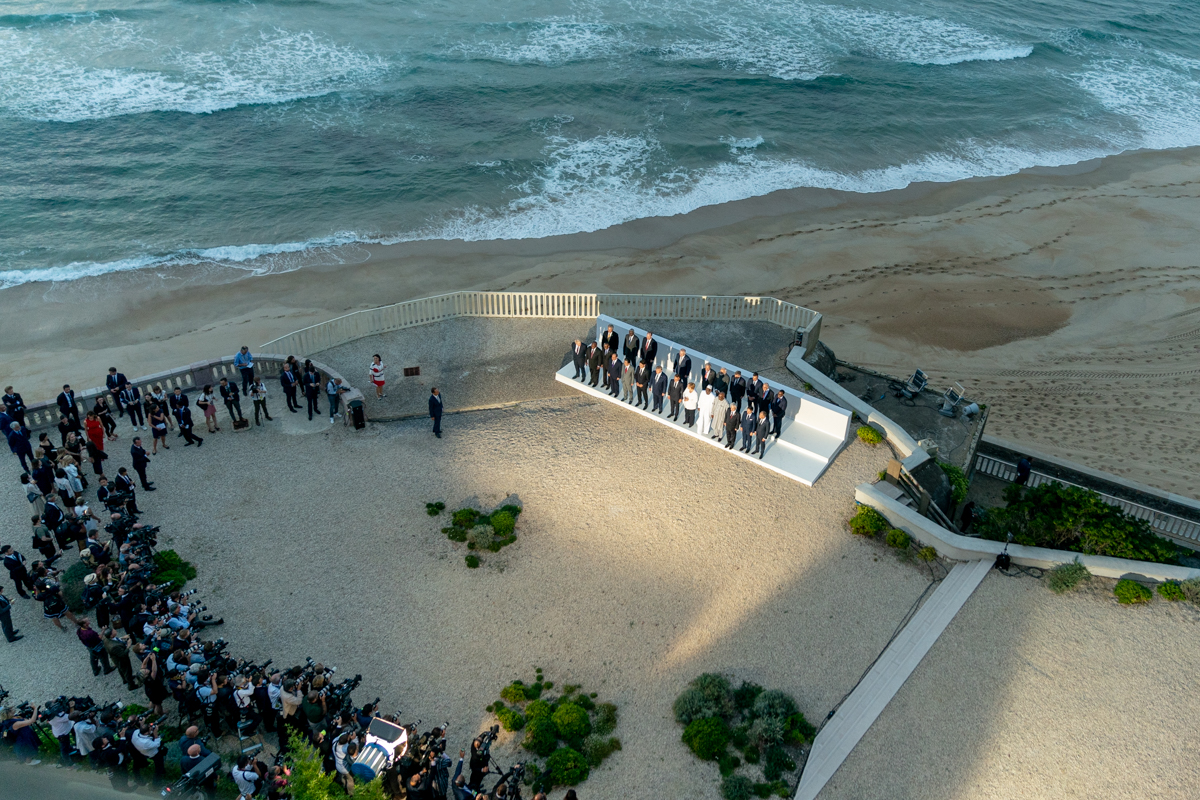
Foto familiar del G7 a l'Hôtel du Palais, Biarritz

El Primer ministre italià Conte i el President del Govern espanyol Sánchez van participar en la cimera com a dirigents en funcions. Jean-Claude Juncker, de la Comissió Europea, no hi va assistir a causa de problemes de salut.
En un moviment inesperat, Emmanuel Macron va convidar Javad Zarif a assistir a la cimera, qui va volar en un Airbus del govern iranià. Macron, que "va intentar un gambit diplomàtic d'alt risc", va creure que el Ministre d'Afers Exteriors de l'Iran podria ser capaç de desescalar la tensa situació sobre el programa nuclear iranià, malgrat el recent repunt en les tensions entre la República Islàmica d'una banda, i els EUA i el Regne Unit de l'altra. Una font de la delegació francesa va dir que
| « | Això no vol dir que el Sr. Trump doni suport actiu a les converses, només que permet que se celebri. Si hi ha avanços, pot donar-hi el seu vist-i-plau i potser també compartir-ne el mèrit. Si no hi ha resultats, no haurà de lamentar-ho perquè era una iniciativa de França. Si les converses tenen èxit a l'hora de reduir la tensió, serà un gran cop d'efecte diplomàtic per al Sr. Macron. | » |

## Punts tractats

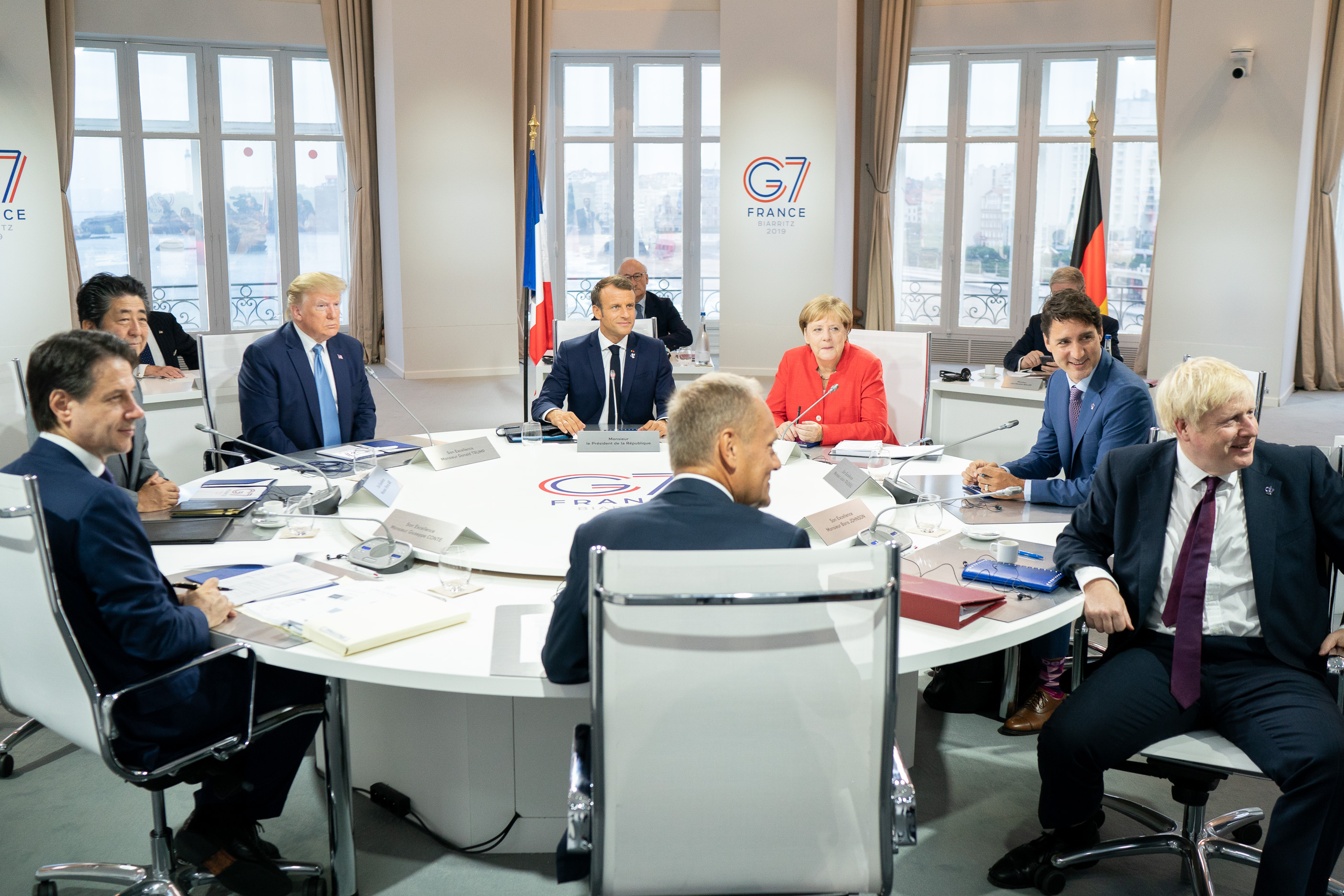
Sessió de treball, 25 d'agost

Els temes previstos incloïen el comerç internacional, el canvi climàtic, i els impostos a les empreses tecnològiques. El President del Consell europeu Donald Tusk va dir als dirigents de la cimera que haurien de parlar sobre el tractat nuclear de l'Iran, el qual era en risc a causa de la decisió dels EUA de retirar-se'n.
El 23 d'agost, el President Emmanuel Macron va instar el G7 a dirigir les discussions de cimera sobre els incendis forestals de l'Amazònia de 2019, els quals va descriure com una "crisi internacional". Va dir que "La nostra casa està cremant. Literalment.", afegint que la selva amazònica produeix el "20% de l'oxigen del món." El President dels EUA Donald Trump es va oferir per prendre la posició del govern brasiler a la reunió, i va dir que el govern dels EUA no estava d'acord amb parlar de l'assumpte sense la presència de Brasil. El Regne Unit, Itàlia, Japó, Espanya i Xile també donen suport a Brasil. Durant la reunió, hi hi havia evidents diferències entre els participants.

## Protestes i contra-cimera
Més de 13.000 policies es van mobilitzar per tal de garantir-hi la seguretat. El govern francès volia evitar els moviments antiglobalització.
Algunes organitzacions franceses i basques es van unir per organitzar una "contra-cimera G7", en els mateixos dies que els del G7, al sud del país basc francès.